# Umikaze (1936)
Umikaze (海風 „Briza marină”?) a fost al șaptelea dintre cele zece distrugătoare din clasa Shiratsuyu, și primul construit pentru Marina Imperială Japoneză prin programul Maru Ni Keikaku.

## Istorie
Clasa de distrugătoare Shiratsuyu a fost versiunea modificată a clasei Hatsuharu, și a fost proiectată pentru a acompania forța principală Japoneză și să conducă atât ziua cât și noaptea atacuri cu torpile contra Marinei SUA pe măsură ce avansă de-a lungul Oceanului Pacific, conform proiectelor strategice navale japoneze. În ciuda faptului că este una dintre cei mai puternice clase de distrugătoare din lume la momentul finalizări, niciuna nu a supraviețuit Războiului din Pacific.
Umikaze, a fost construită la Maizuru Naval Arsenal, construcția începând în 4 mai 1935, a fost lansată în 27 noiembrie 1936 și trecută in armată pe 31 mai 1937.

## Istoricul operațiunilor

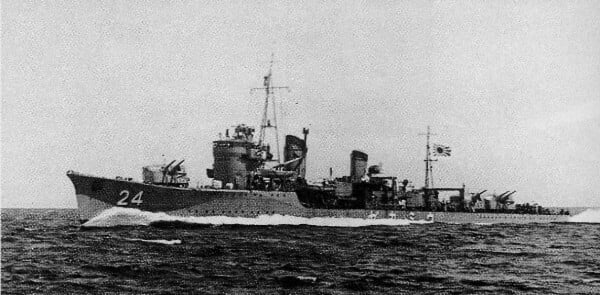
Distrugătorul japonez Umikaze își antrenează tunurile de 5 inch (127 mm) în timpul probelor pe mare, puțin înainte de intrarea în serviciu.

În momentul atacului de pe Pearl Harbor, Umikaze a fost repartizat în Divizia 24 distrugătoare din Escadron 4 Distrugătoare din flota IJN a 2-a împreună cu navele sale surori Yamakaze⁠(en)[traduceți], Kawakaze⁠(en)[traduceți] și Suzukaze⁠(en)[traduceți], și a fost trimisă din Palau ca parte a forței de invazie filipineză, care acoperă aterizările la Legaspi și Golful Lamon. Din ianuarie 1942, Umikaze a participat la operațiuni în Indiile de Est Olandeze, inclusiv la invazia insulei Tarakan, și debarcări la Balikpapan și Makassar. După ce a participat la invazia din estul insulei Java, Umikaze a fost angajat într-o sarcină de convoi și astfel a scăpat de lupte în timpul bătăliei din Marea Java . 
În aprilie, Umikaze a ajutat la invazia Panay și Negros în Filipine. Începând cu 10 aprilie, Umikaze a fost reasignat flotei IJN I și a revenit la Sasebo Naval Arsenal pentru reparații la sfârșitul lunii mai. 
În timpul bătăliei de la Midway, în perioada 4-6 iunie, Umikaze a făcut parte din forța gărzii Aleutiene sub amiralul Shirō Takasu . Ea a fost repartizată din nou flotei IJN la 14 iulie, după ce operațiunea Midway a fost anulată. 
Umikaze a escortat portavionul Chitose⁠(en)[traduceți] la Yokosuka la Truk la jumătatea lunii august și a continuat pe Guadalcanal, unde a fost repartizată la unsprezece misiuni „ Tokyo Express ” până la sfârșitul lunii septembrie. În timpul unei misiuni din 24 septembrie, a suferit avarii cauzate de o racheta de la avioane americane, ucigând opt oameni de echipaj și necesitând întoarcerea la Truk pentru reparații. În octombrie, Umikaze a participat la două misiuni de bombardare a câmpului Henderson pe Guadalcanal, iar pe 26 octombrie a făcut parte din forța amiralului Nobutake Kondō la bătălia din Insulele Santa Cruz. După ce a escortat croazierele Suzuya⁠(en)[traduceți] și Maya⁠(en)[traduceți] pe Insula Shortland și a făcut ca un alt „Tokyo Express” să alerge spre Guadalcanal pe 7 noiembrie, Umikaze a fost în prima bătălie navală din Guadalcanal în noaptea de 12-13 noiembrie 1942. Pe un transport de trupe condus spre Buna, Umikaze a suferit daune grele în timpul unui atac aerian de către bombardierele USAAF B-17 Flying Fortress și a trebuit să fie remorcat înapoi la Rabaul de către distrugătorul Asashio⁠(en)[traduceți] pentru reparații de urgență. Umikaze a fost retras la Truk până la sfârșitul lui decembrie și a revenit la Sasebo pentru reparații până la 5 ianuarie 1943. 
Umikaze a revenit la serviciu activ la sfârșitul lunii februarie 1943, escortând un convoi de trupe în Truk, apoi conducând patrulele din Truk până la sfârșitul lunii aprilie. În luna mai, după un atac de transport trupe la Kolombangara, ea a însoțit cuirasatul Musashi⁠(en)[traduceți] de la Truk la Yokosuka, revenind cu portavioanele Chūyō⁠(en)[traduceți] și Unyō⁠(en)[traduceți] . În iunie, Umikaze a condus o misiune de transport de trupe la Ponape și Nauru și a continuat cu sarcinile de escortă între Truk și insulele de origine japoneze până la sfârșitul lunii noiembrie. 
Umikaze a intrat în andocare la Sasebo în noiembrie, unde turela „X” a fost scoasă și înlocuită cu pistoale antiaeriene de tipul 96 suplimentar. La sfârșitul lunii decembrie a revenit la serviciu activ, escortând un convoi de trupe la Truk, apoi patrulând din Saipan de la mijlocul lunii ianuarie 1944. La 1 februarie 1944, în timp ce escorta un convoi din Saipan la Truk, Umikaze a fost torpilat și scufundat de submarinul USS Guardfish⁠(en)[traduceți] la intrarea sudică Truk Atoll (07°10′N 151°43′E / 7.167°N 151.717°E). Ea s-a scufundat încet, permițând 215 supraviețuitori, cu 50 de echipaje pierdute. 
Umikaze a fost scoasă de pe lista navelor pe 31 martie 1944.